# Агибалов, Василий Осипович
Василий Осипович Агибалов (1914—1999) — советский работник сельского хозяйства, управляющий отделением совхоза, Герой Социалистического Труда.

## Биография
Родился 5 апреля 1914 года в деревне Баландино (ныне Асекеевского района Оренбургской области) в крестьянской семье.
В 1929 году, после окончания курсов трактористов, работал в Заглядинском зерновом совхозе Бугурусланского уезда трактористом, комбайнером, бригадиром тракторной бригады. В 1930-е годы переехал из Оренбургской области в зерносовхоз «Гигант» Сальского района Ростовской области, где окончил сальский сельскохозяйственный техникум и в октябре 1938 года стал управляющим 5-м отделением. В 1938 году вступил в ВКП(б)/КПСС.
С 1941 года Агибалов находился в Красной армии, был участником Великой Отечественной войны: в 1943 году — командир взвода снабжения 1-го стрелкового батальона, а в 1944 году — командир транспортной роты 522-го стрелкового полка 107-й стрелковой дивизии 1-го Украинского фронта, младший лейтенант. Демобилизовавшись, вернулся в родной совхоз.
После окончания годичных курсов директоров работал заместителем директора совхоза «Гигант». В 1955 году окончил Новочеркасскую среднюю сельскохозяйственную школу по переподготовке директоров и управляющих отделениями и фермами совхозов РСФСР. Работал председателем колхоза «Советская Россия» Сальского района Ростовской области.
После выхода на пенсию жил в Сальске. Умер 9 октября 1999 года.

## Награды
- Указом Президиума Верховного Совета СССР от 3 апреля 1948 года за получение высоких урожаев пшеницы при выполнении совхозом плана выдачи государству сельскохозяйственных продуктов в 1947 году и обеспеченности семенами зерновых культур для весеннего сева 1948 года Агибалову Василию Осиповичу, получившему урожай пшеницы 31,89 центнера с гектара на площади 45 гектаров, присвоено звание Героя Социалистического Труда с вручением ордена Ленина и золотой медали «Серп и Молот».
- Также награждён орденами Отечественной войны 2-й степени (06.04.1985), Трудового Красного Знамени (1947), Красной Звезды (09.09.1944) и медалями, среди которых «За отвагу» (18.01.1944) и «За боевые заслуги» (29.08.1943).